# Friedrich Ferdinand Hommel
Friedrich Ferdinand Hommel (* 14. Juli 1929 in Würzburg; † 14. November 2011 in Darmstadt) war ein deutscher Musikwissenschaftler.

## Leben
Friedrich Ferdinand Hommel wurde als Sohn des Philologen Hildebrecht Hommel und seiner Ehefrau Charlotte geb. Schad 1929 in Würzburg geboren. Nach dem am Humanistischen Gymnasium in Heidelberg abgelegten Abitur, studierte er ab 1948 bis 1956 Musikwissenschaft in Heidelberg und Tübingen sowie Naturwissenschaften an der TH München. 
Für sein frühes und vor allem anhaltendes Interesse an allen Formen der zeitgenössischen Musik nannte Hommel als prägende Einflüsse die noch während seiner Schulzeit erhaltenen Anregungen im Unterricht bei der Heidelberger Pianistin Alwine Moeslinger, einer Berliner Meisterschülerin Artur Schnabels, die Anfang der 1920er Jahre zu den ersten Interpretinnen der Donaueschinger Musiktage gehört hatte und danach Duo-Partnerin des Cellisten Rudolf Hindemith war. Ebenso die persönliche Bekanntschaft mit Wolfgang Fortner und weiteren Mitgliedern des Künstlerkreises um Georgia Wiedemann und Alexander Mitscherlich. Unter den Musikwissenschaftlern waren es besonders Carl Dahlhaus sowie die Mittelalterkenner Georg Reichert und Jacques Handschin, neben dem fast gleichaltrigen Rudolf Stephan aus gemeinsamen Heidelberger Gymnasialzeiten, denen er grundlegende Einsichten in diese Materie verdankte. Mit dem Journalismus kam Friedrich Hommel 1960 als Volontär beim Feuilleton der Stuttgarter Zeitung in Berührung. Als Nachfolger von Carl Dahlhaus und auf dessen Empfehlung hin war er dort ab 1961 als Musikkritiker tätig, später als Leitender Redakteur und Kritiker der Frankfurter Allgemeinen Zeitung sowie als Programmchef E- und U-Musik beim Südwestfunk in Baden-Baden (heute Südwestrundfunk).
Von 1960 bis 1964 war er Musikkritiker und Leiter des Ressorts Musik der Stuttgarter Zeitung. Von 1981 bis 1994 war er Direktor des Internationalen Musikinstituts Darmstadt (IMD). In den Jahren seiner Darmstädter Tätigkeit hat Hommel die internationalen Aktivitäten der Institution beträchtlich erweitert. Viele Jahre vertrat das Institut die Bundesrepublik Deutschland im Weltverband der Musikinformationszentren. 1985 wurde das Zentralarchiv der Internationalen Gesellschaft für Neue Musik (IGNM/ISCM) in Darmstadt eingerichtet. Und auch das erste internationale Jazz-Zentrum in Europa, als dessen Grundstock die Stadt Darmstadt auf Vorschlag Hommels die privaten Sammlungen Joachim-Ernst Berendts erwerben konnte, wurde von Friedrich Hommel initiiert.
Daneben war er viele Jahre Mitglied in zahlreichen Fachjurys (darunter Prix Italia, Berliner Kunstpreis, DAAD, Schallplatten-Edition des Deutschen Musikrats „Neue Musik in der Bundesrepublik Deutschland“).
In der Zeit seiner IMD-Leitung wurden John Cage, Iannis Xenakis und Morton Feldman nach Darmstadt eingeladen und damit lange vernachlässigten Strömungen erneut ein Forum gegeben.
Und letztendlich war es Friedrich Hommel, der das Institut und die Ferienkurse international breit aufstellte, die Tore der Kurse stilistisch weit öffnete und der allen Teilnehmern Gelegenheit gab, sich in mit ihren Arbeiten in unterschiedlichen Foren zu präsentieren.
Friedrich Hommel war mit Maria del Carmen Hommel verheiratet. Hommel starb im November 2011 im Alter von 82 Jahren.

## Ehrungen
- 1994: Johann-Heinrich-Merck-Ehrung der Stadt Darmstadt.